# Super Trouper (Scheinwerfer)

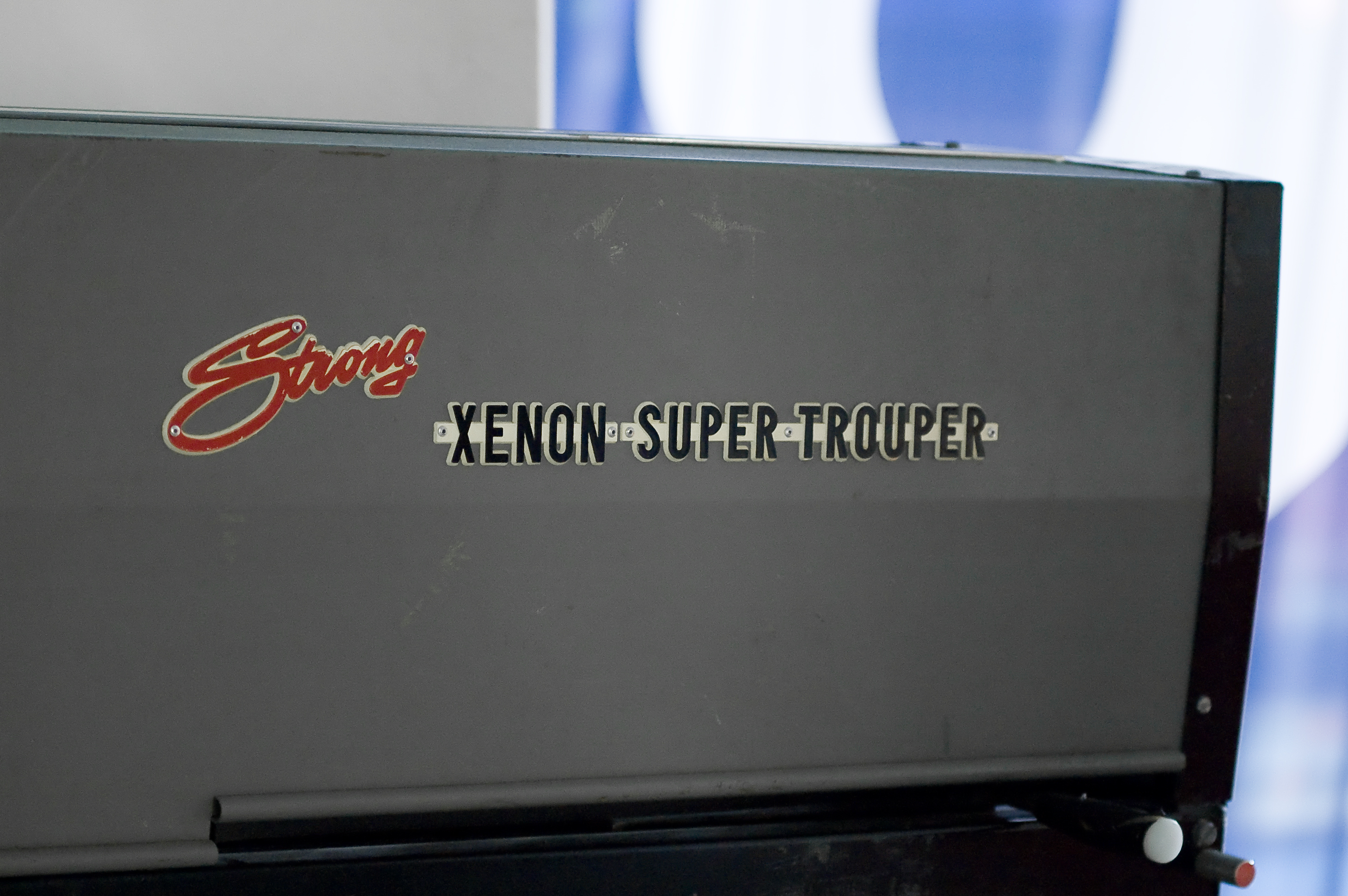
Strong Xenon Super Trouper

Super Trouper ist ein geschützter Name für eine Baureihe von sogenannten Verfolgern (Spotscheinwerfer) der Firma Ballantyne Strong Inc. aus Omaha in Nebraska, USA.

## Geschichte
Die 1921 gegründete Firma Strong Electric Corporation aus Toledo (Ohio) war ein innovativer Hersteller von Bühnenscheinwerfern und u. a. auch ein Zulieferer elektrischer Komponenten für die Nähmaschinenfabrik Singer. Im Zweiten Weltkrieg fertigte die Firma U-Boot-Suchscheinwerfer für die US-Navy.
Im Jahr 1948 entwickelte die Firma, kurz: Strong, im Auftrag eines örtlichen Veranstalters einen neuartigen Spotscheinwerfer.
Hierbei entstand auch der Name Trouper. Nämlich aus der Anforderung, die vom Auftraggeber gestellt wurden. Er sollte als mobiles Gerät die reisende Schauspielertruppe („Troup“) einer Eisrevue begleiten, inflektiv: „to troupe (the show)“. Das englische Wort Trouper bedeutet ebenfalls ein guter und zuverlässiger Mitarbeiter (der Truppe) zu sein. So war der Markenname schnell gefunden.
Der „Trouper“ wurde zwar als mobiler Verfolgerscheinwerfer speziell für die an wechselnden Orten gastierende Eis-Revue Holiday on Ice konstruiert, die 1943 in Toledo ihren Beginn hatte, wurde aber aufgrund seiner besonderen Leistungsfähigkeit in Fachkreisen recht bekannt und fand so seinen Weg in die fest installierte Bühnentechnik verschiedener Theater. Er war zum Zeitpunkt seiner Einführung und auch Jahre darauf der stärkste und hellste Scheinwerfer der Welt.
Beim Trouper kamen erstmals in der Bühnenscheinwerfertechnik optische Systeme zum Einsatz, die dazu führten, dass die damals für Hochleistungsscheinwerfer eingesetzten Kohlebogenlampen bei gleicher oder gar größerer Lichtausbeute kleiner dimensioniert werden konnten, was sich auch auf den Strombedarf auswirkte. Die bisherigen Stromaggregate für Bühnenscheinwerfer dieser Leistungsklasse entfielen und es konnte die normale Netzspannung von 110 Volt (USA) genutzt werden.
Zwei Jahre später wurde der Trouperette vorgestellt. Er arbeitete mit einer 1000 Watt starken Glühlampe und wurde für kleinere Säle, etwa in Nachtclubs oder Schulen eingesetzt. Der Super Trouperette folgte 1985. Heutige (Super) Trouperette-Modelle arbeiten mit HMI-Lampen und haben einen Boomerang Farbwechsler. Zwischen 1961 und 1967 produzierte Strong einen noch kleineren Verfolger mit vereinfachtem optischem System namens Troupit.
Im Jahr 1956 brachte Strong den Super Trouper heraus, der sich rasch einen exzellenten Ruf erwarb. Viele Künstler bestanden darauf, aufgrund des besonders hellen und klaren Strahls, nur vom Super Trouper ausgeleuchtet zu werden und ließen dies auch in ihre Bühnenvorbereitungen hineinschreiben.
Ebenso setzten viele Theater und Konzertbühnen den Super Trouper als bevorzugten Verfolgerscheinwerfer ein, so dass er der De-facto-Standard in diesem Segment wurde, an dem alle anderen Verfolger gemessen wurden. Heute muss er sich allerdings zahlreicher Konkurrenz, auch aus eigenem Hause, stellen.
Ende der 1970er Jahre stellte Strong auf Xenon-Lampen um, die leichter zu handhaben waren.
Technische Weiterentwicklungen, jedoch unter weitgehender Beibehaltung des alten Designs, ermöglichten eine merkliche Gewichtsreduzierung bis auf heutige 87–126 kg (ohne Netzteil und Farbwechsler), je nach Modell und Leistung.
Der Standort Toledo wurde zu Mitte der 1980er Jahre aufgegeben und die Firma Strong Electric mit der 1932 gegründeten Kinoprojektorenherstellerfirma Ballantyne aus Omaha zur Ballantyne Strong Inc. verschmolzen. Der Firmensitz ist heute in einem Industriepark im Westen der Stadt Omaha.
Die Super-Trouper-Linie beinhaltet heute die Modelle Super Trouper Long Throw, Super Trouper Medium Throw, Super Trouper Short Throw und den 1995 vorgestellten Super Trouper II. Eine andere, 1968 von Ballantyne Strong Inc., ins Programm genommene Modellreihe ist der Gladiator mit Lampenstärken von bis zu 4500 Watt. Er wird bevorzugt in Stadien oder großen Konzertarenen eingesetzt und strahlt Akteure trennscharf bis in 140 Meter Distanz an.

## Technik
Die ersten „Trouper“-Modelle erzeugten ihr sehr helles Licht durch eingesetzte Kohlebogenlampen und wurden zunächst mit Wechselstrom betrieben. Ab 1956, mit der Markteinführung des „Super Trouper“, wurde Gleichstrom zum Betrieb verwendet. Die Kohleelektroden mussten stets vom Bedienpersonal manuell nachgeführt werden, da sie nach und nach abbrannten. Zum Abdunkeln oder Dimmen wurden horizontal klappbare Blenden verwendet. Einzelne Bühnen verwendeten diesen Kohlebogenlampen-Typ noch bis in die späten 1990er Jahre. Die Stromversorgung aller (Super) Trouper erfolgte durch das normale Stromnetz.
Ab den späten 1970er Jahren wurden Xenon-Gasentladungslampen von Philips als Lichtquelle verbaut.
Heute leisten die stärksten Super-Trouper-Modelle 1600 Watt bis hin zu 2000 Watt und können Objekte bis in rund 115 Metern trennscharf ausleuchten.
Mit nur wenigen Ausnahmen blieb Strong bei dem ursprünglichen Design, das bereits die ersten Xenonstrahler hatten. Nur die Technik änderte sich im Lauf der Jahre. Zuerst bestanden die Reflektoren aus galvanisiertem Nickel, beschichtet mit teurem metallischem Rhodium, das ein hohes Reflexionsvermögen besitzt. Heute wird der Reflektor als dichroitischer Spiegel ausgeführt (dichroic metal reflector).
Die ersten xenonbasierten Super Trouper hatten eine große Wechselstromzündanlage, die speziell für die originale Blindstromversorgung konzipiert waren.
Eine merkliche Gewichtsreduzierung erhielt er dann aber 1988 durch die Einführung vollelektronisch geregelter Netzteile, die 1 kW bis 3 kW schalten konnten.
Als Zusatzgerät wird ein Boomerang-Farbwechsler angeboten, der durch Antippen mit dem Finger eine neue Farbe in den Strahlengang schiebt und die bisherige Farbe durch die Schwerkraft herausfallen lässt. Durch das hohe Eigengewicht des Super Troupers kommt es dabei auch kaum zu den bei Boomerang-Systemen an leichteren Verfolgern üblichen und unerwünschten Zitterbewegungen des Lichtstrahls.
Der Bewegungsradius beträgt 360° um die Vertikalachse und 25° nach oben und 45° nach unten. Zudem befinden sich fixierbare Lenkrollen am Standfuß.

## Super Trouper II
1995 stellte Strong den Super Trouper II vor. In ihm ist eine neue Gleichstromzündanordnung verbaut, die eine noch einfachere und zuverlässigere Handhabung ermöglicht. Sie erlaubt eine kürzere Zündzeit und benötigt weniger Platz als die bisherigen Wechselstromzünder.
Zwei Jahre später wurden zusätzlich noch kompaktere Netzteile (24–30 V) eingeführt, die allerdings zu Kompatibilitätsproblemen mit den noch in Verwendung befindlichen Wechselstromzündern führten. So wurden die existierenden Modellreihen nach und nach auf reine Gleichstromzündung umgestellt. Auch hier sind die eingesetzten Xenon-Leuchtmittel von Phillips und der Farbwechsler ein Boomerang System.
Der Super Trouper II wird für alle Bereiche von 30 bis 120 Metern eingesetzt und hat ein Gewicht von 121 kg (mit Standfuß ohne Gewichte). Der vertikale Bewegungsspielraum beträgt bei diesem Modell 45° nach oben und unten.

## Musikalische Würdigung
1973 veröffentlichte die britische Rockband Deep Purple einen Song mit dem Namen Super Trouper auf ihrem Album Who Do We Think We Are!, die im Jahre 2000 remastert wurde. (Liedzeile: „Super trouper, yes I know you well, making me shine. I couldn’t see what you did to me. I was so blind.“).
Im November 1980 veröffentlichte die schwedische Pop-Gruppe ABBA das Lied (und Album) Super Trouper, in dem der „Super Trouper Beam“ mehrfach erwähnt wurde. Der Song war in Europa sehr erfolgreich und machte den Begriff „Super Trouper“ dadurch auch für Nichtfachleute weit bekannt.

## Trivia
2010 wurde in Großbritannien im Rahmen des jährlichen Wettbewerbs Rose of the Year die Rose „Super Trouper“ aus der Gattung der Floribundarosen vorgestellt.